# Ignacy Krieger
Ignacy (Izaak) Krieger (ur. 1817 lub 1820 w przysiółku Mikołaj koło Wadowic (obecnie na terenie miasta Wadowice) względnie w Stryszowie (obecnie powiat wadowicki) jako syn Enocha Kriegera i Feigi z Huppertów, zm. 17 czerwca 1889 w Krakowie) – krakowski fotograf, właściciel zakładu fotograficznego dokumentującego miasto i jego zabytki. 

## Życiorys
Nie wiadomo, gdzie i u kogo uczył się fotografii. W latach 50. mieszkał w miejscowości Lipnik. 
W 1860, po powrocie z zagranicznego wyjazdu, podczas którego doskonalił swoje umiejętności, przeniósł się do Krakowa i założył pracownię. Mieściła się ona w podwórzu domu A. Schwarza przy ul. Grodzkiej 88 (obecnie 13). W maju tego samu roku w „Czasie” zamieścił ogłoszenie mówiące, że wykonuje portrety, medaliony, zdjęcia grupowe, „krajowidoki” i zdjęcia budynków. Jako fotograf szybko zdobył wysoką pozycję w mieście. 
Ok. 1864 r. posiadał również filię zakładu w Tarnowie. 
Po powrocie z drugiego wyjazdu zagranicznego w 1865 r. atelier przeniósł do kamienicy na rogu Rynku Głównego i ul. św. Jana (wówczas Rynek Główny 37, obecnie 42). 
Zmarł w 1889 roku, pochowany został na nowym cmentarzu żydowskim w Krakowie.

## Działalność
Zakład Kriegera zajmował się typową dla ówczesnych firm fotograficznych działalnością, tj. wykonywaniem portretów. Ponadto firma na szeroką skalę wykonywała zdjęcia zabytków Krakowa, które dziś stanowią źródło wiedzy, zwłaszcza na temat obiektów niezachowanych. Fotografie te przedstawiają ogólne widoki miasta i konkretne miejsca, wnętrza budynków oraz detale. Krieger utrwalił np. Sukiennice sprzed przebudowy, Rynek Główny z budynkiem Wielkiej Wagi, wnętrze kościoła mariackiego sprzed renowacji czy nieistniejący już zespół szpitalny duchaków. Dokumentował także nowe budynki, np. Teatr Miejski. Ponadto zakład wykonywał reprodukcje dzieł sztuki, fotografując obiekty z kościelnych skarbców, muzeów i kolekcji. Osobną część dorobku Kriegera stanowią zdjęcia o charakterze etnograficznym, przedstawiające „typy ludowe”: chłopów, górali czy Hucułów. 

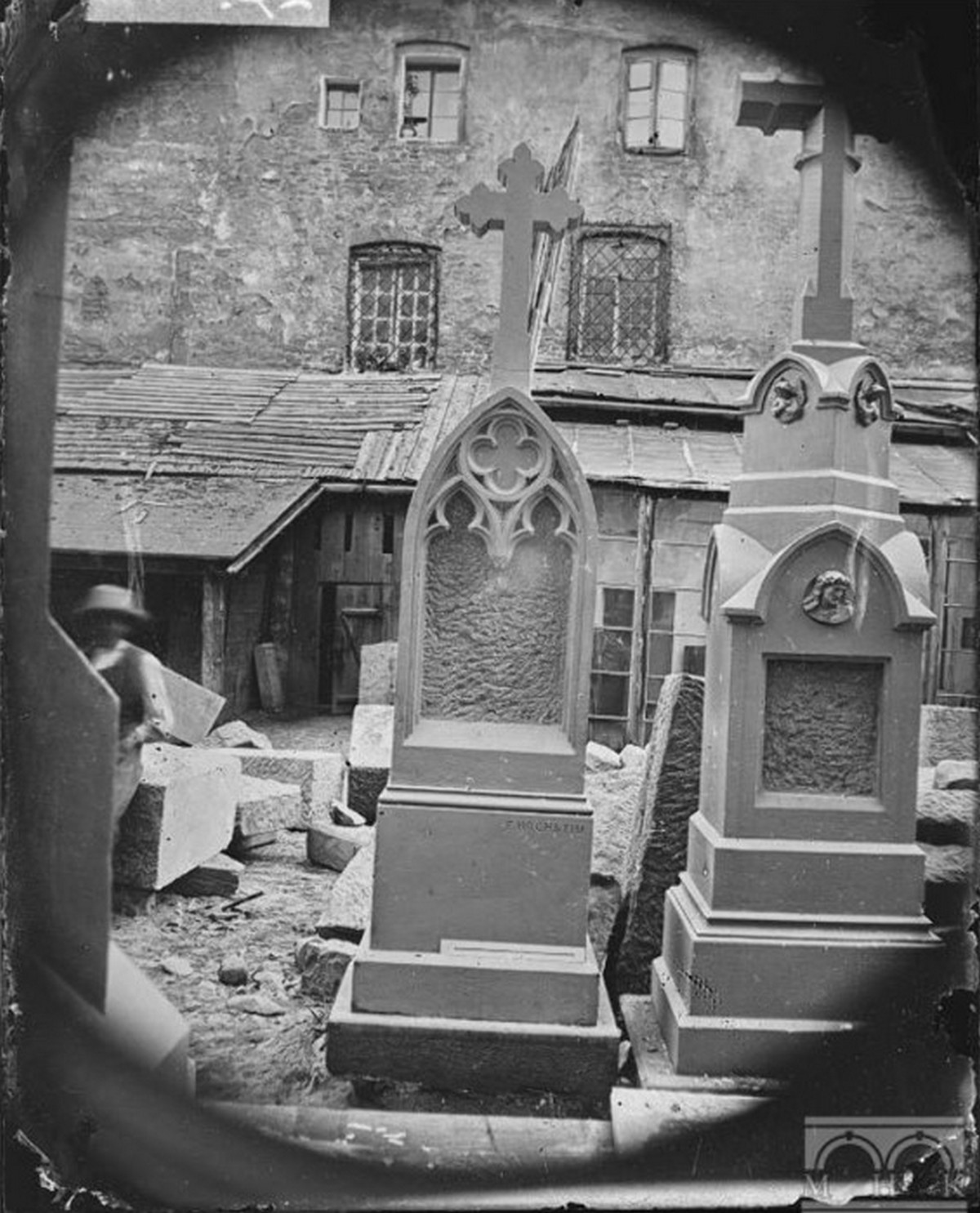
Przed 1878 - zdjęcie pierwszego prowizorycznego zakładu I. Kriegera (patrz przeszklona wiata) prowadzonego po sąsiedzku z zakładem kamieniarskim Fabiana Hochstima MHK-4223-K
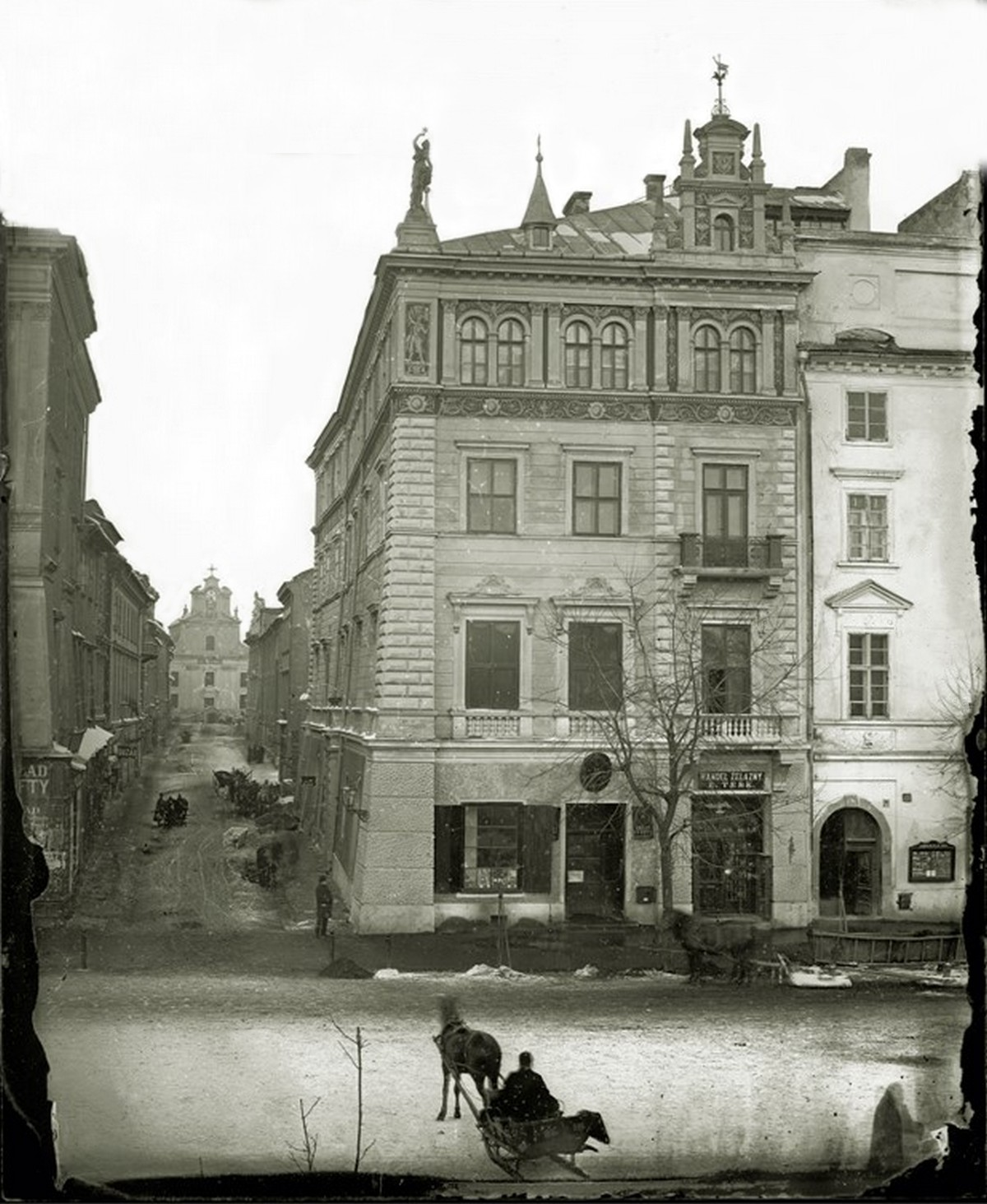
Kamienica gdzie był zakład I. Kriegera fot. ok. 1880 r., MHK-5849/K
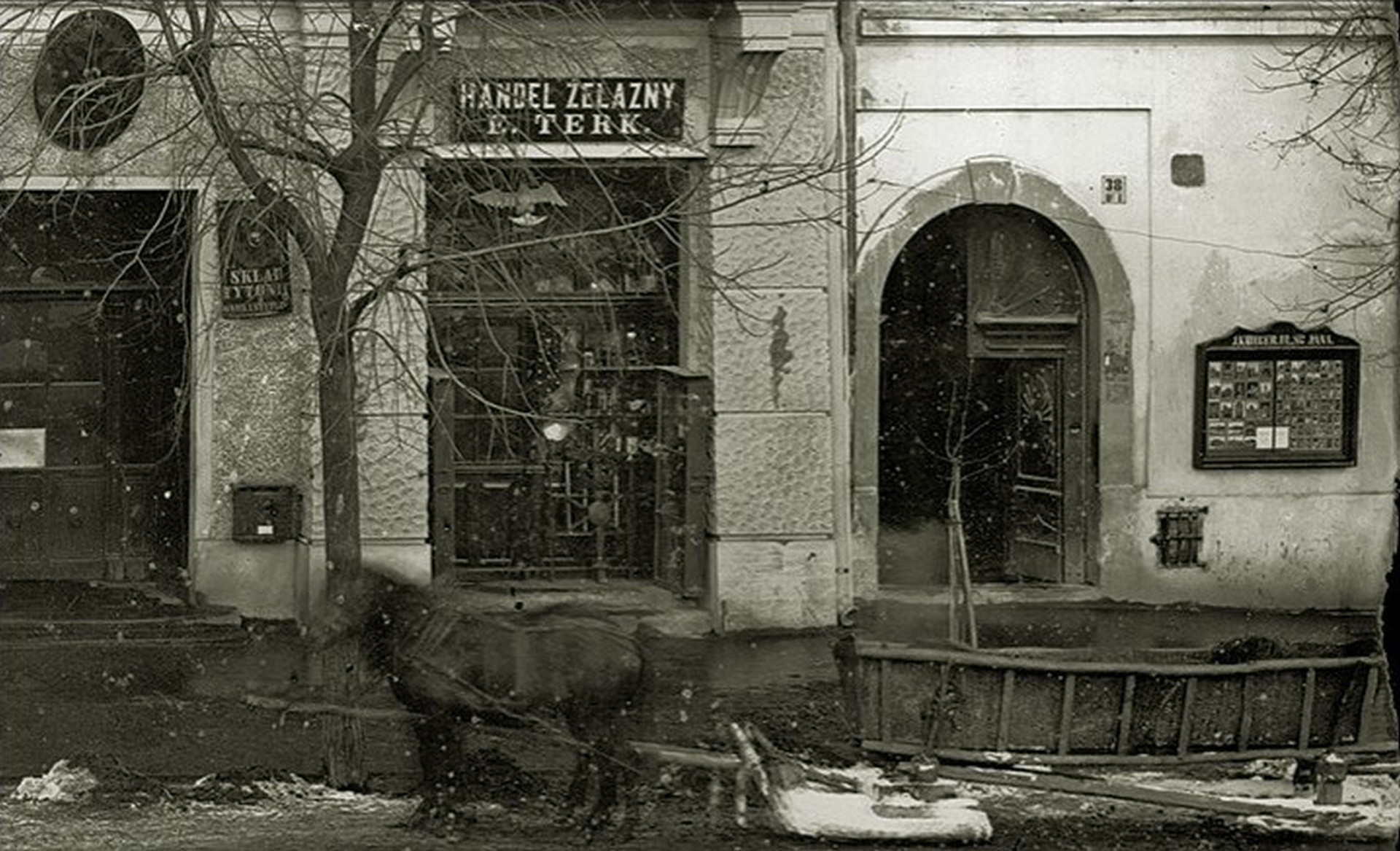
Kamienica gdzie był zakład I. Kriegera fot. ok. 1880 r., MHK-5849/K (zbliżenie)
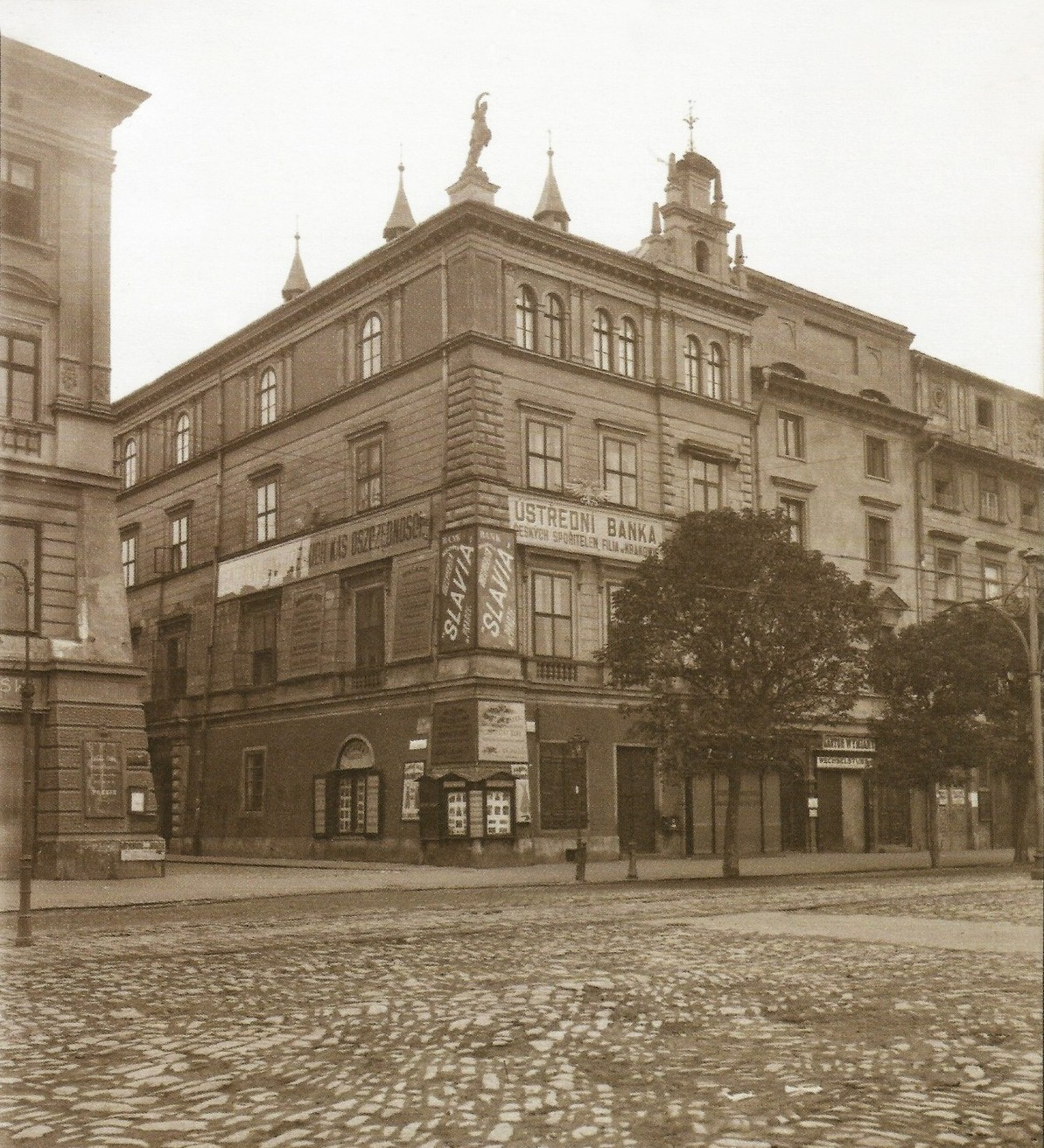
Fragment północnej pierzei Rynku Głównego, ok, 1912 r. U wylotu ulicy św. Jana po prawej stronie kamienica Bonerowska (nr 42) z przeszkolona witryną w narożniku reklamującą atelier Kriegerów. Po lewej stronie kamienica nr 41 przed wyburzeniem na przełomie 1913/1914.
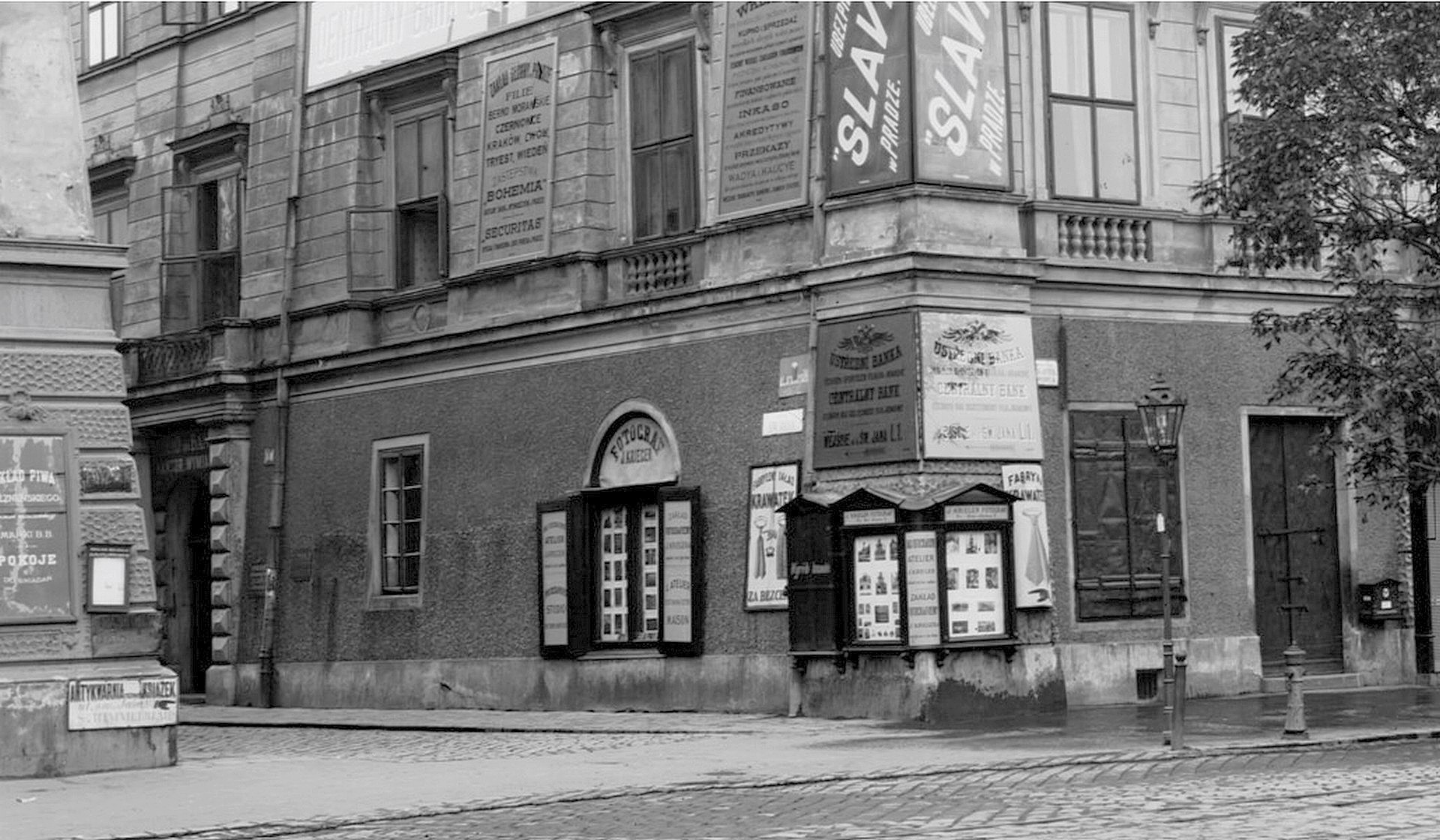
1912 Zakład fotograficzny i atelier Ignacego Kriegera, ul. św. Jana, Kamienica Zacherlowska, Fot. Amalia Krieger

## Technika
Początkowo Krieger używał techniki kolodionowej, którą po połowie lat 80. zastąpił bromo-żelatynową. Mokra płyta kolodionowa nie zniknęła jednak zupełnie z zakładu Kriegera i była stosowana nawet po roku 1890 w fotografii reprodukcyjnej. W roku 2015 został przeprowadzony przegląd konserwatorski unikatowej kolekcji negatywów na podłożu szklanym pochodzących z zakładu fotograficznego Ignacego Kriegera, a w 2017 r. rozpoczęto dwuletni projekt konserwacji najstarszej części kolekcji. Więcej o konserwacji negatywów można znaleźć w filmie przygotowanym przez MHK oraz artykule o konserwacji negatywów Ewy Gaczoł.

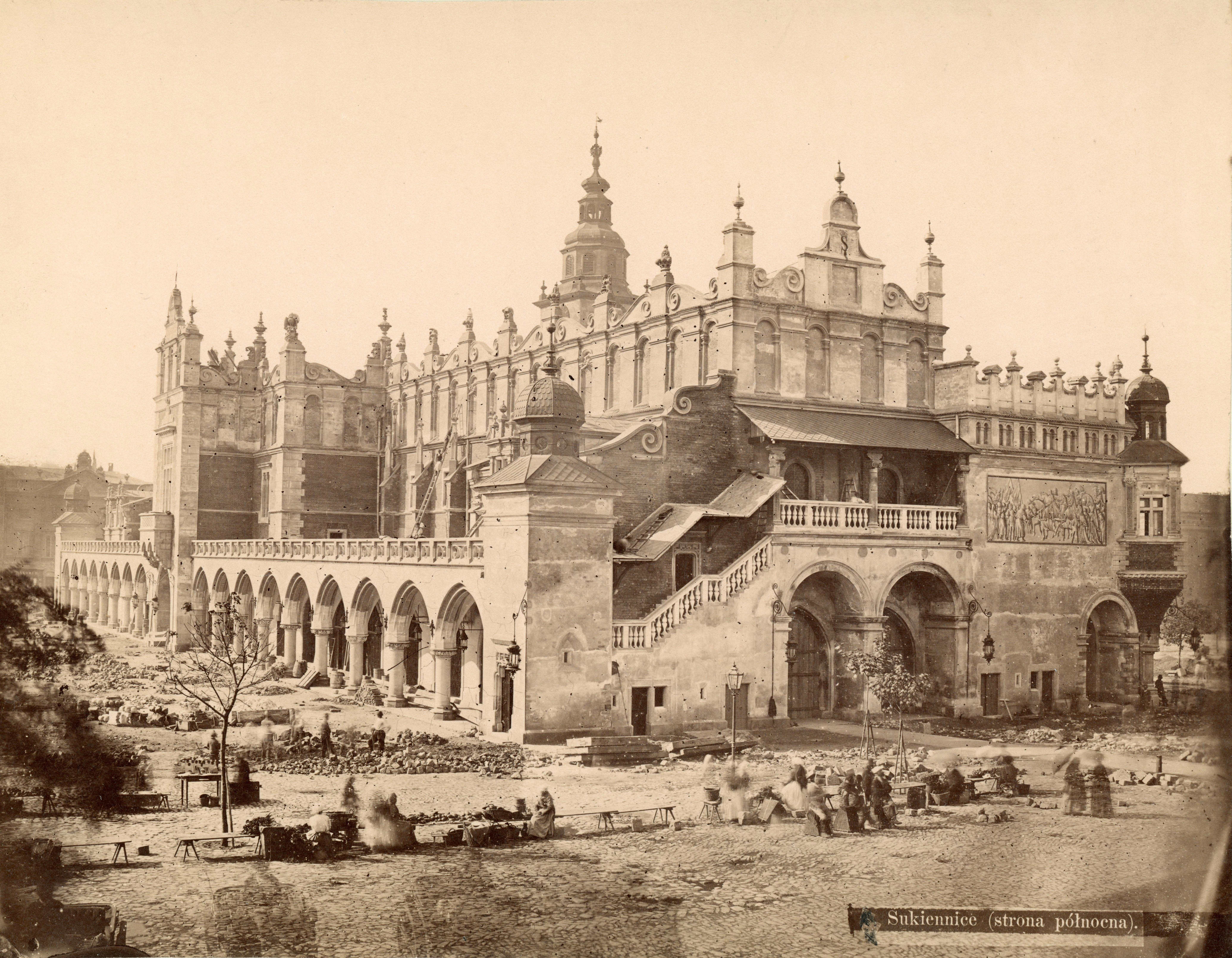
1879 Sukiennice, fot. Ignacy Krieger, Biblioteka UKUL
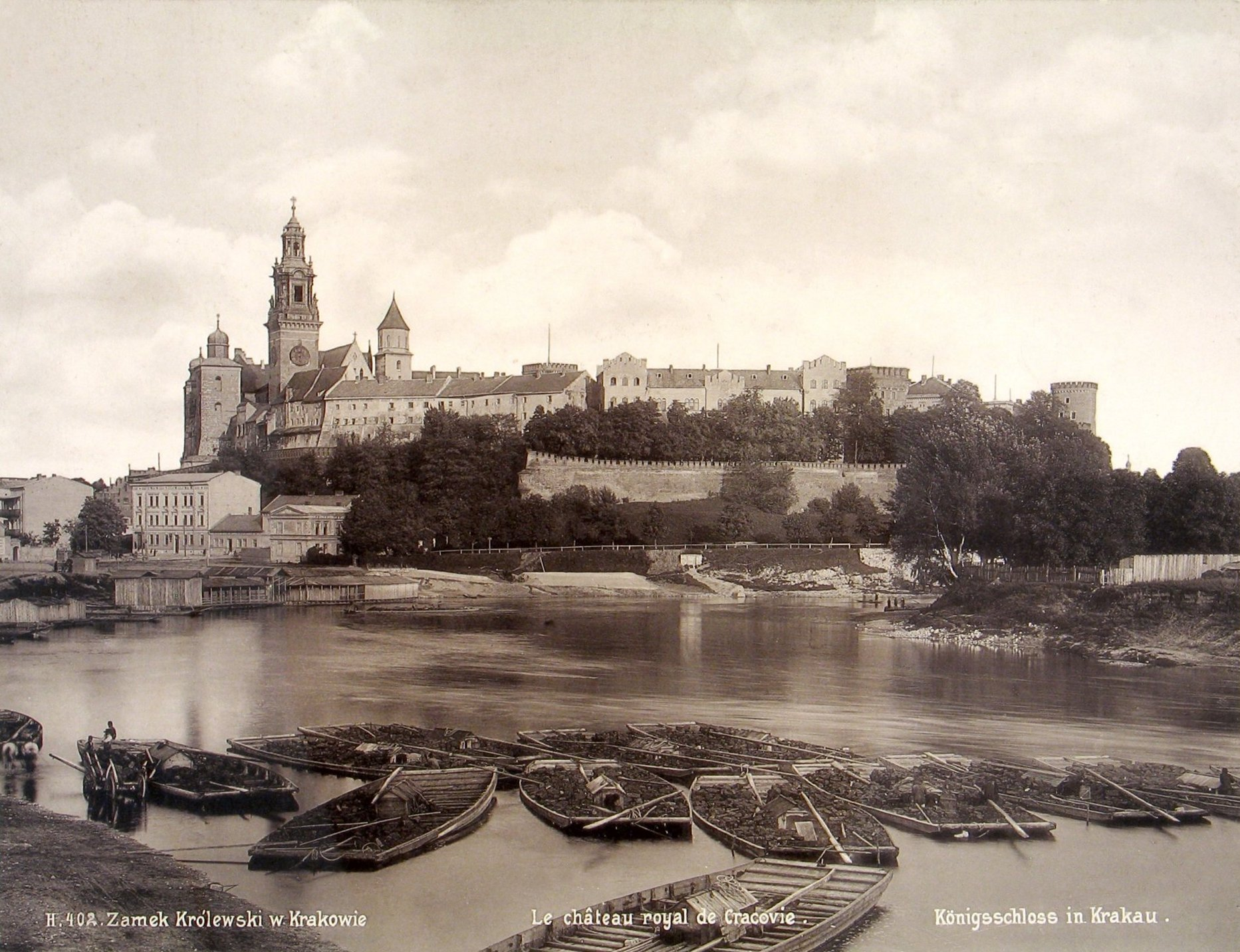
1900 Zakole Wisły i Wawel, Fot. Natan Krieger, Biblioteka PAN
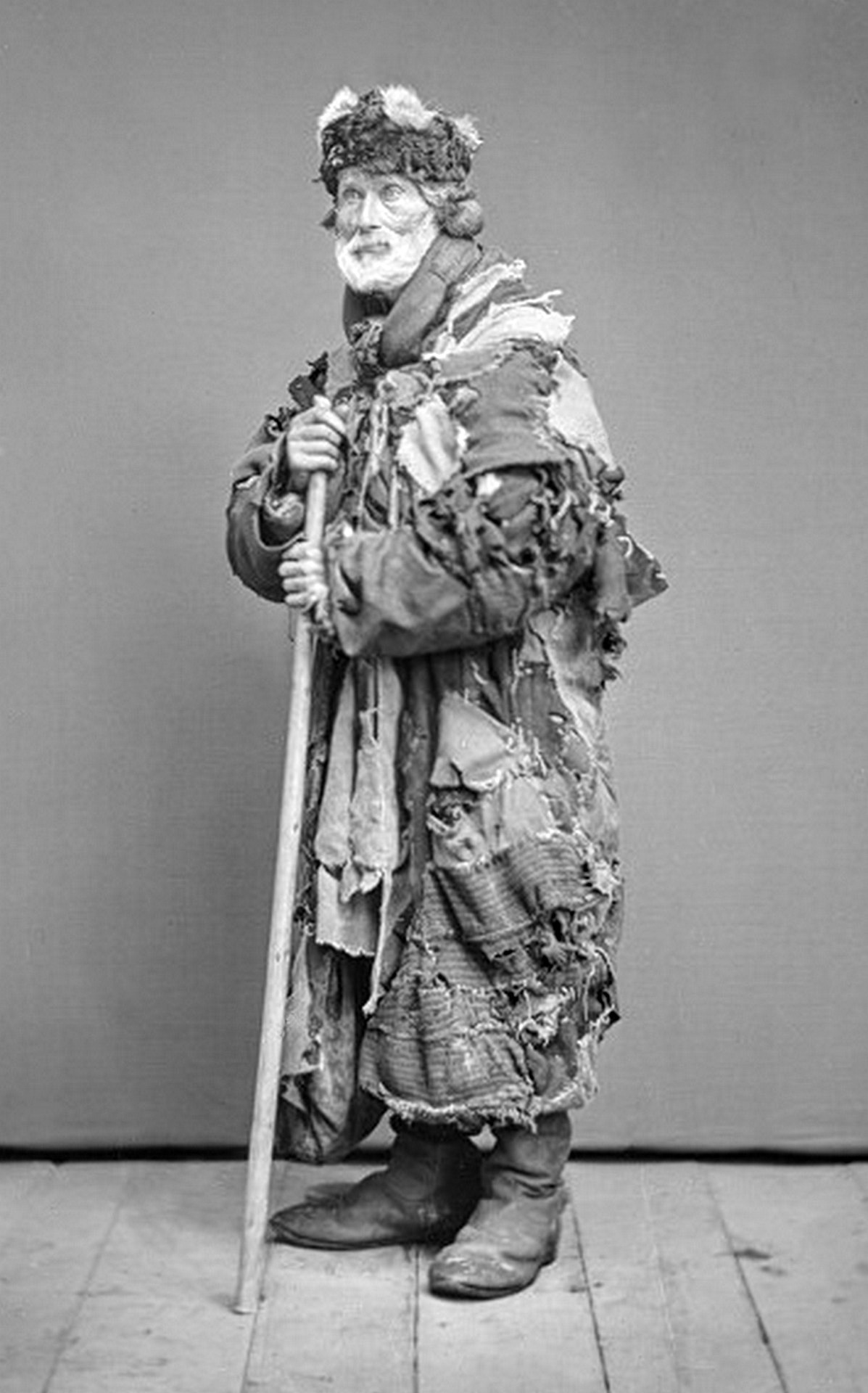
1866 Dziad (żebrak) krakowski, Fot. Ignacy Krieger, MK
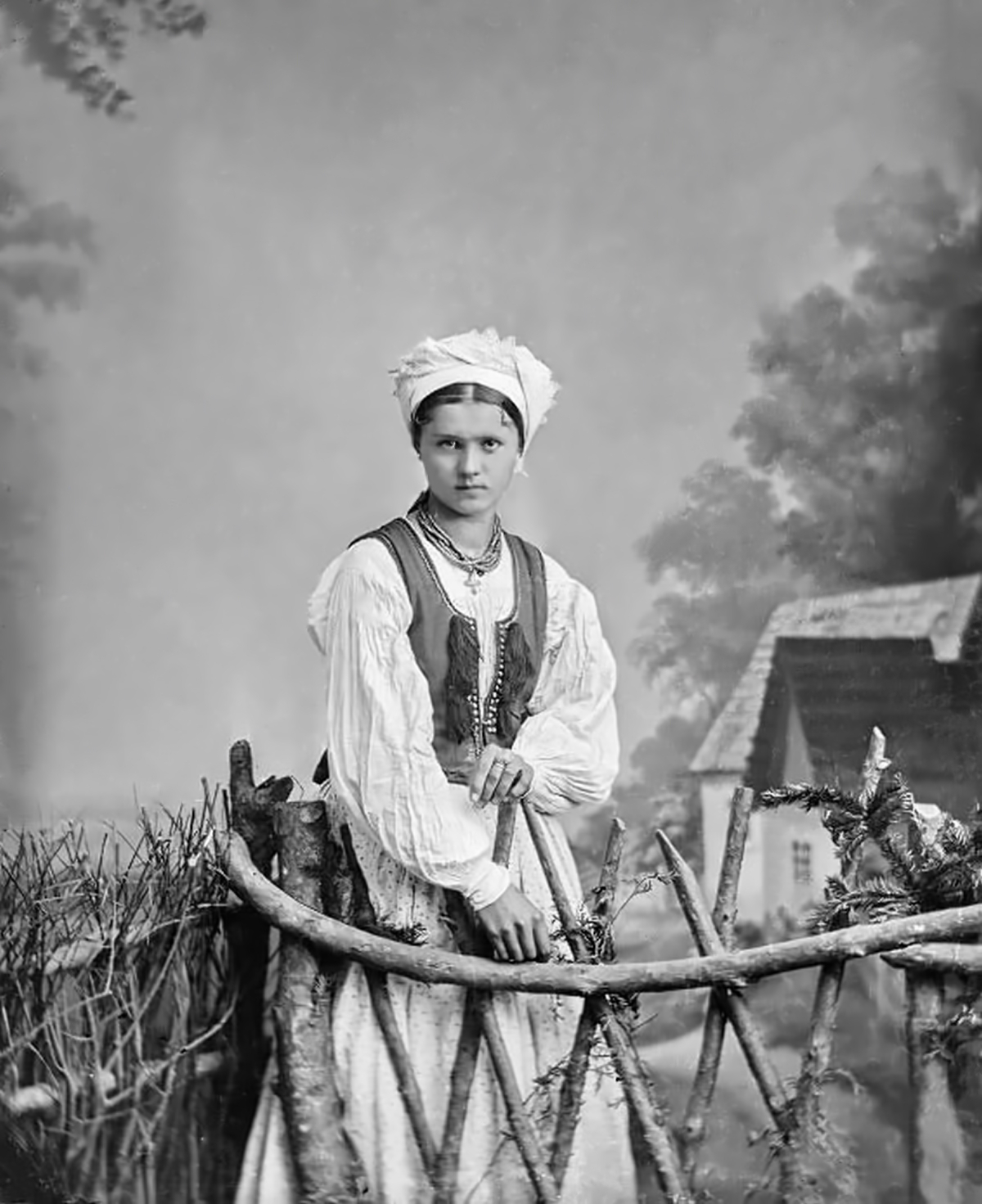
1866 Krakowianka z Górki Narodowej, Fot. Ignacy Krieger, MK
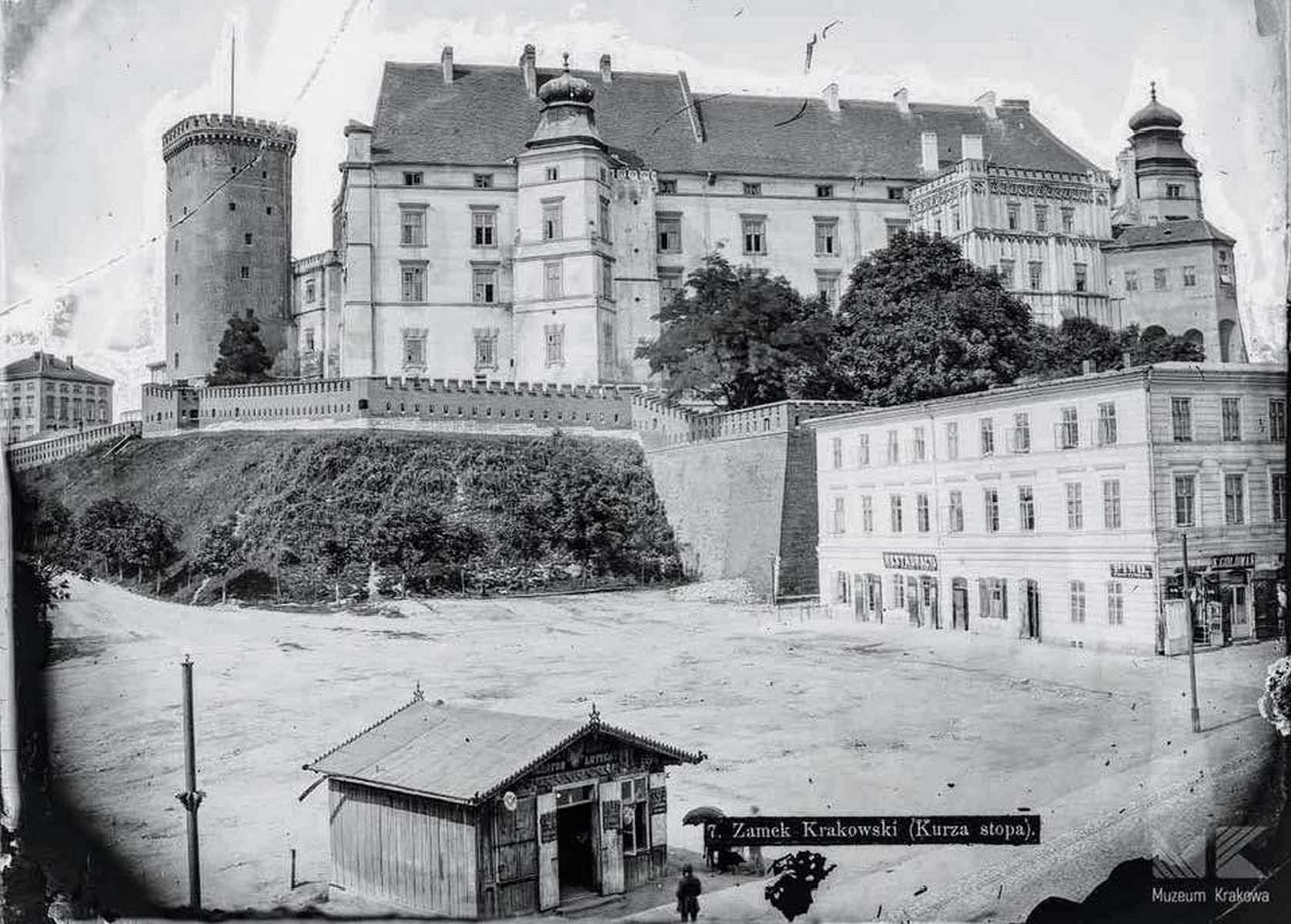
Lata 1868-1871, Widok na Wawel oraz kamienicę Dębno, Fot. Ignacy Krieger, MK
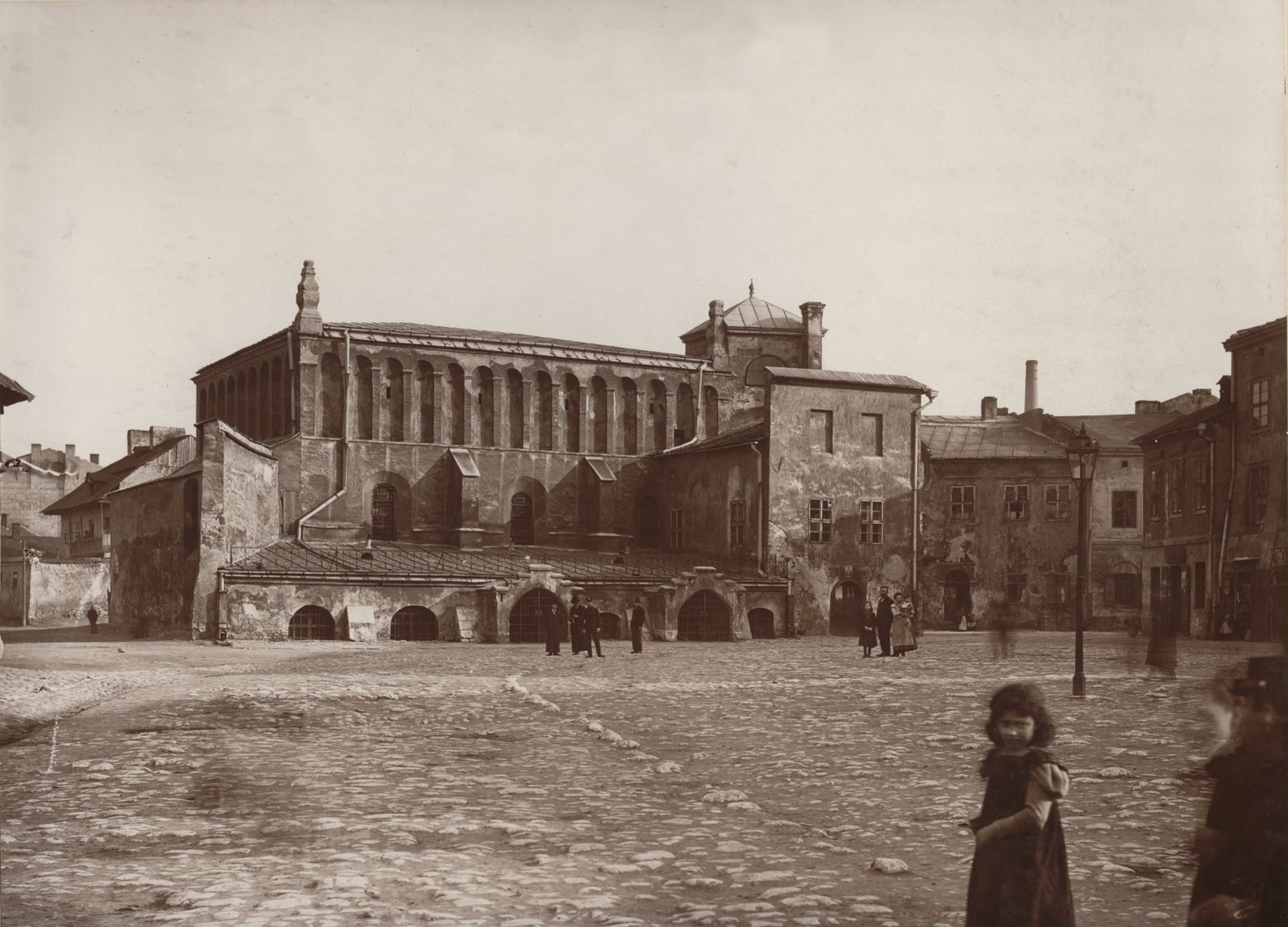
1875 Stara Bożnica na Kazimierzu, Fot. Ignacy Krieger, Biblioteka PK
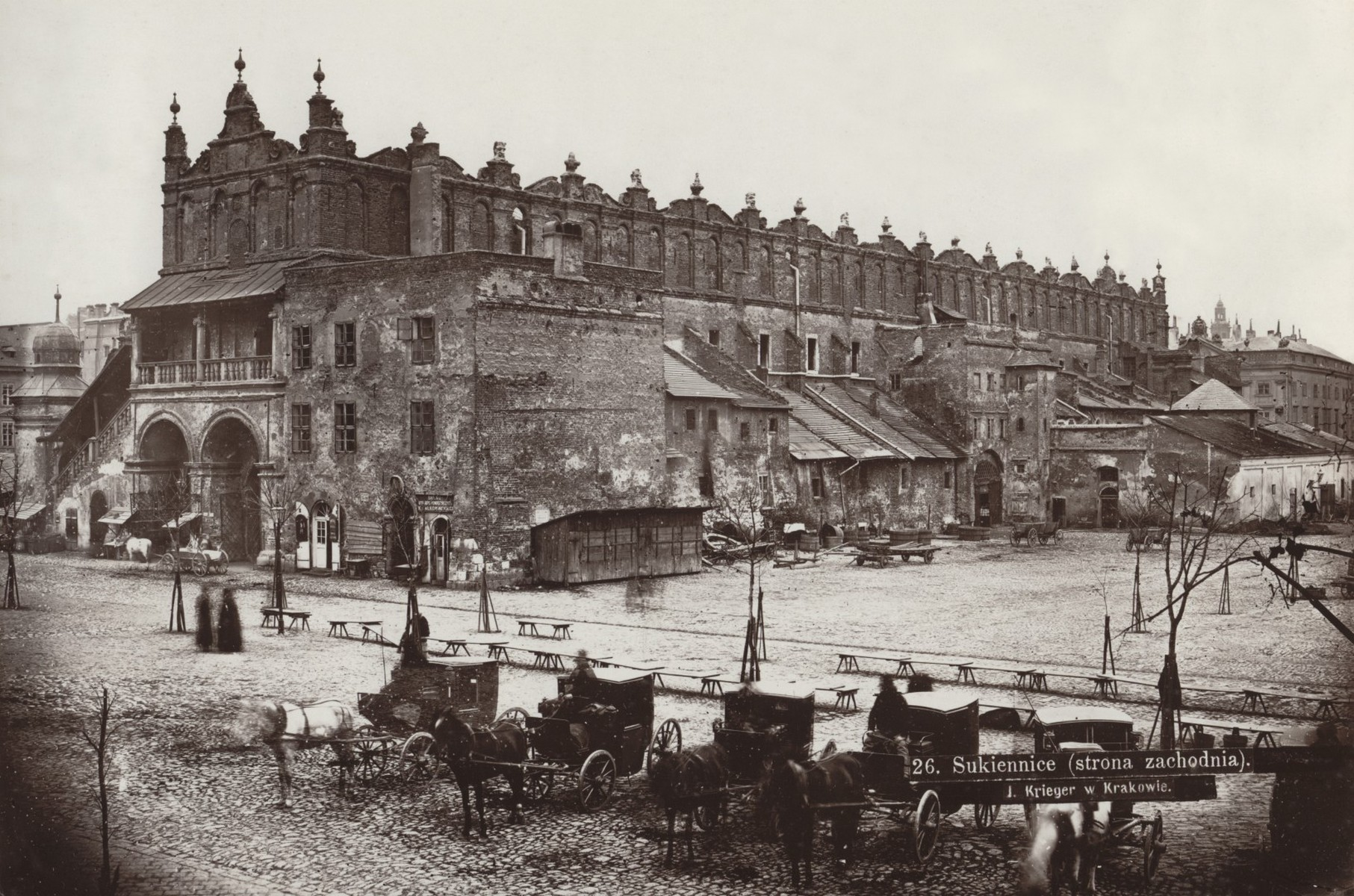
1870 Sukiennice, dorożki i Kramy Bogate, Fot. Ignacy Krieger, Biblioteka PK
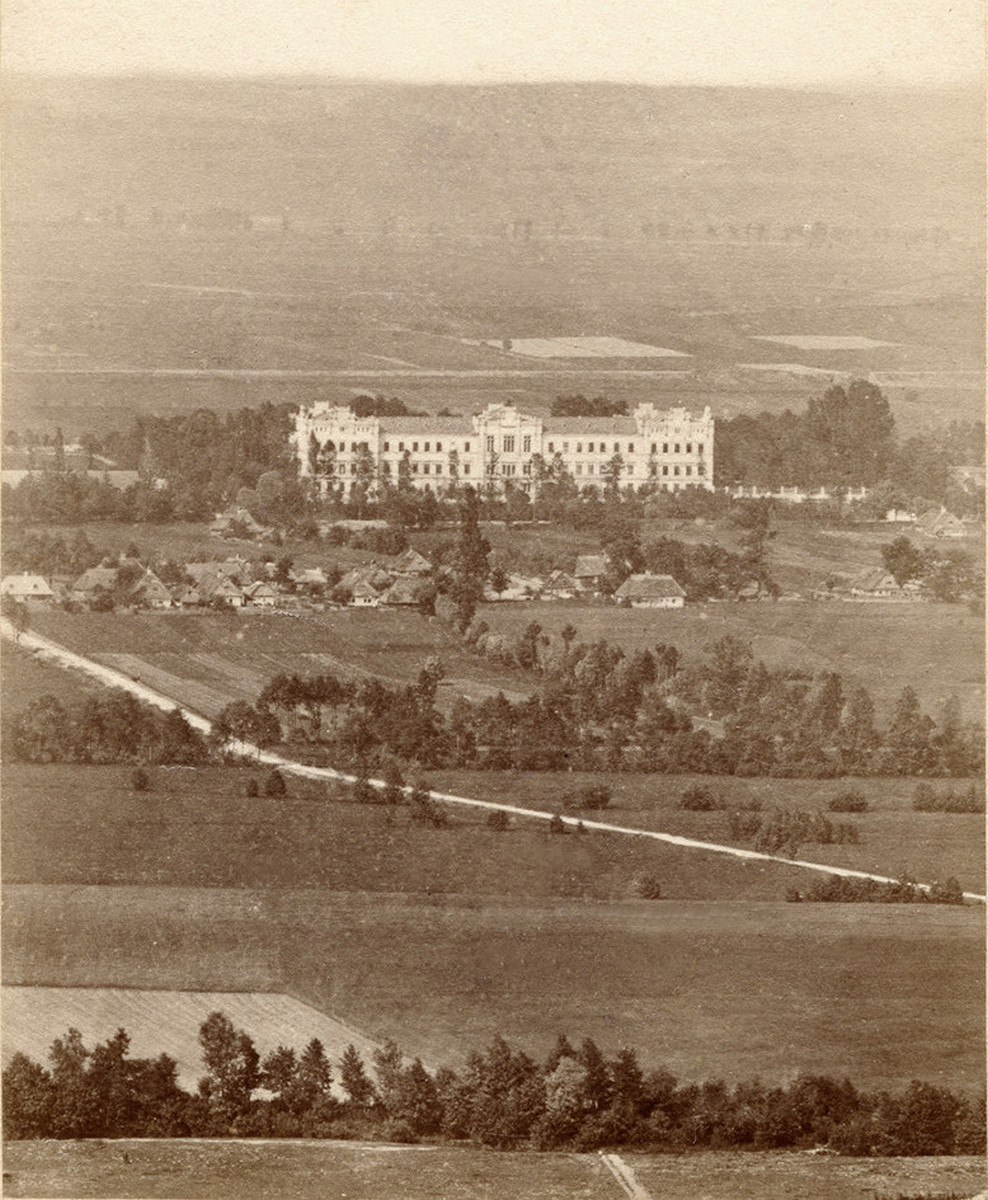
1880 Kraków - Łobzów, Szkoła Kadetów, Fot. Ignacy Krieger, MuFo
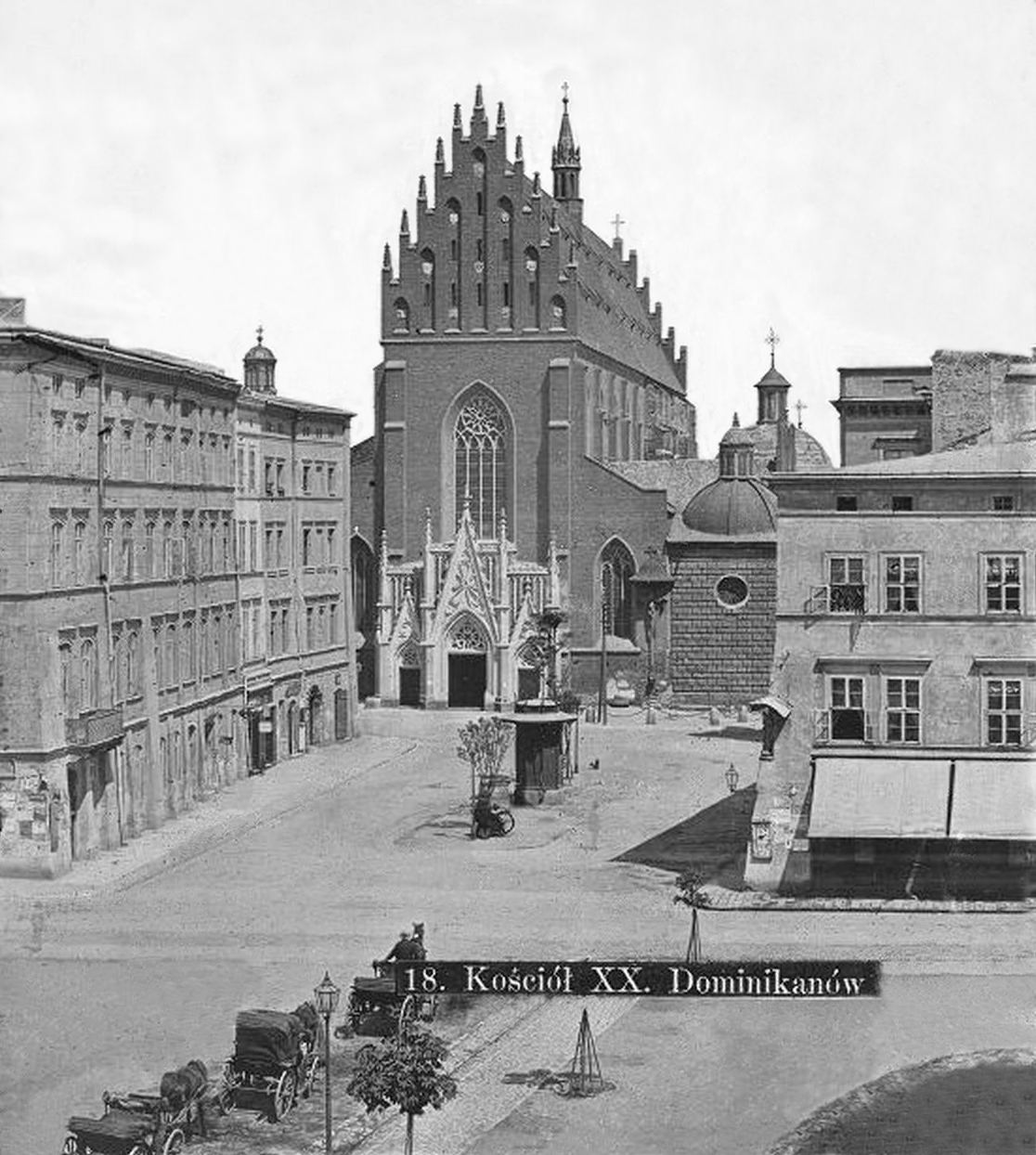
1876 Pl. Dominikański, kościół Św. Trójcy (OO. Dominikanów), Fot. Ignacy Krieger, MK
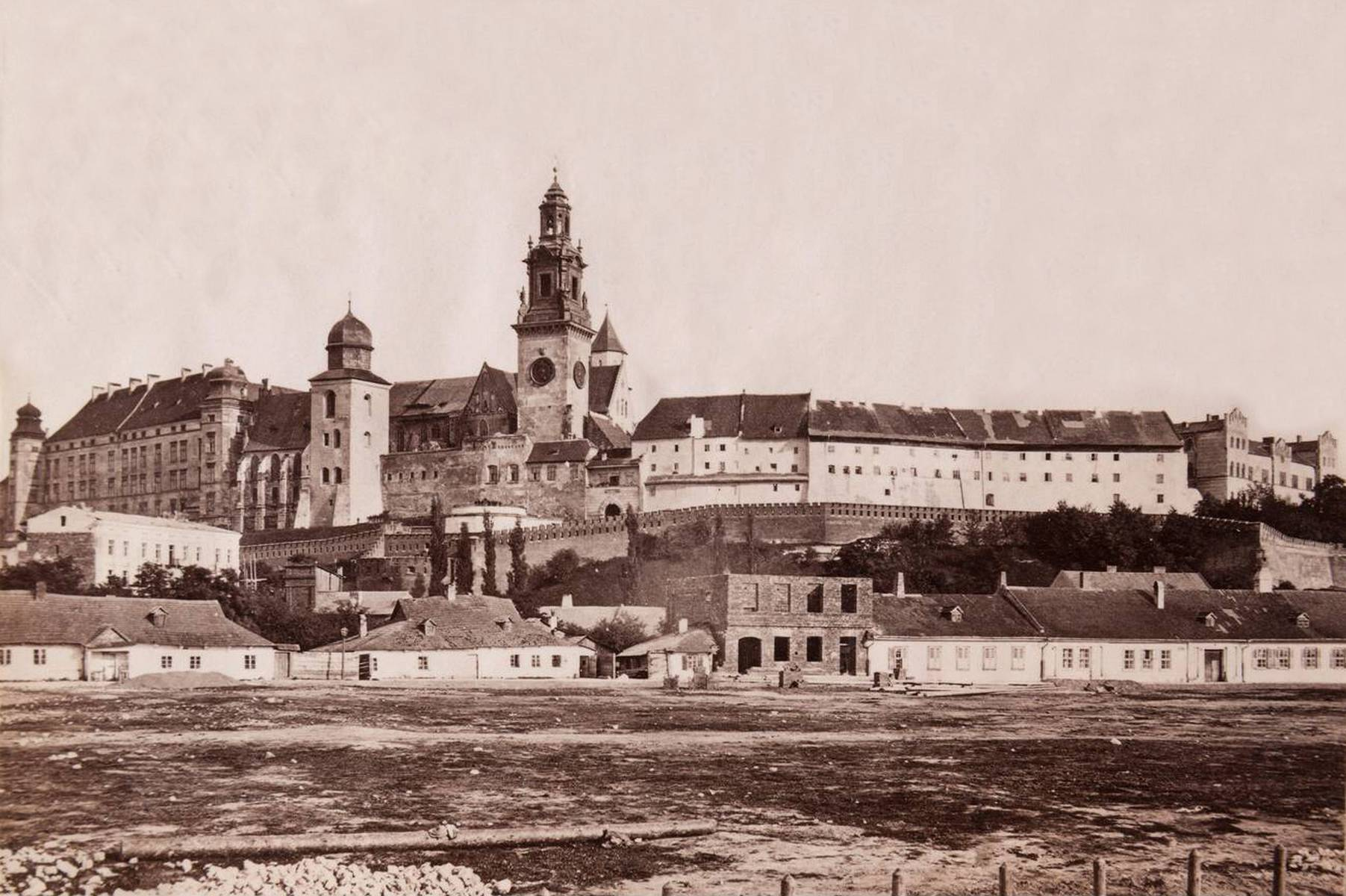
1897 Wawel z Placu Na Groblach, Ignacy Krieger, MK
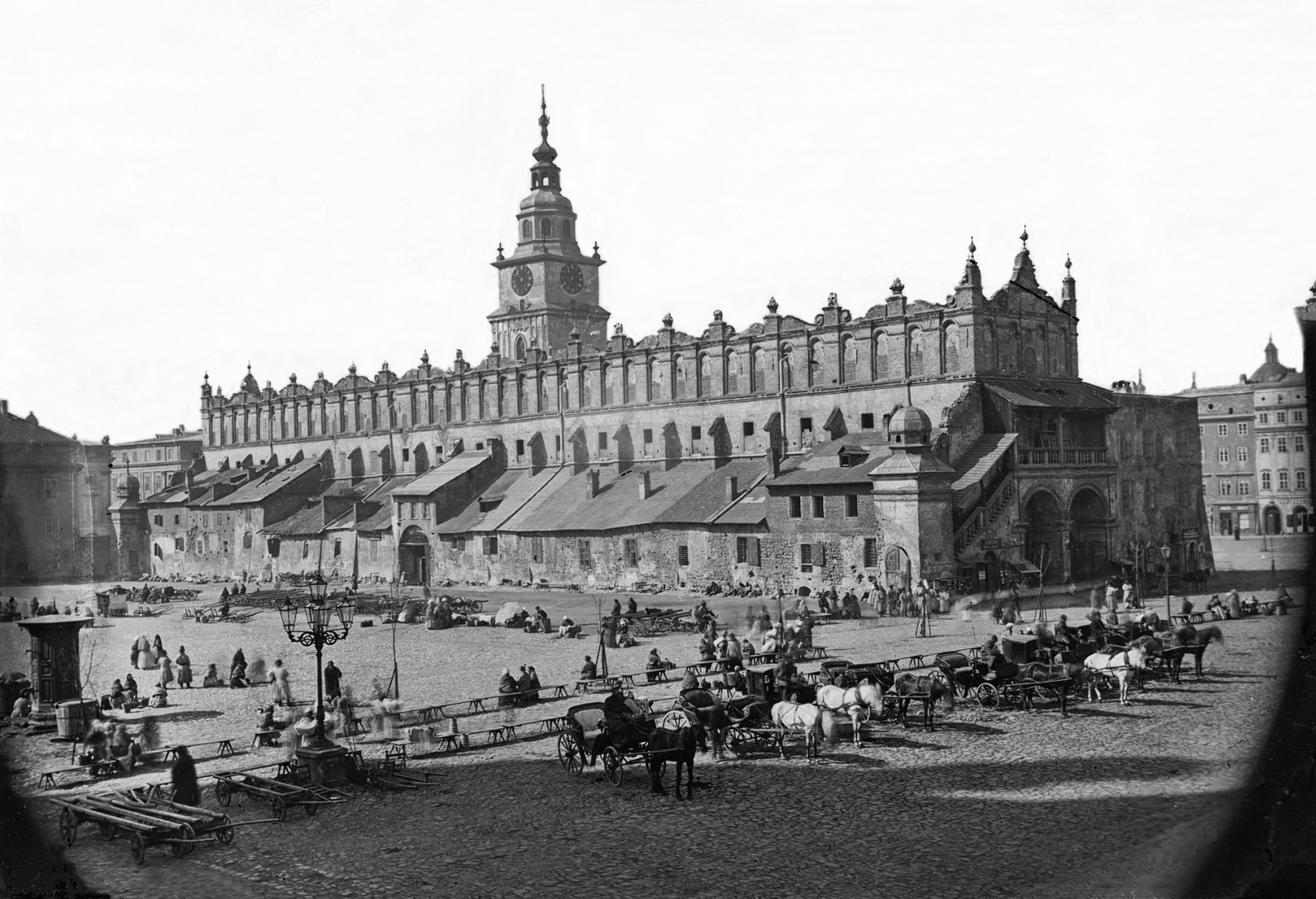
1872 Rynek Główny i Sukiennice przez przebudową, Fot. Ignacy Krieger, MK
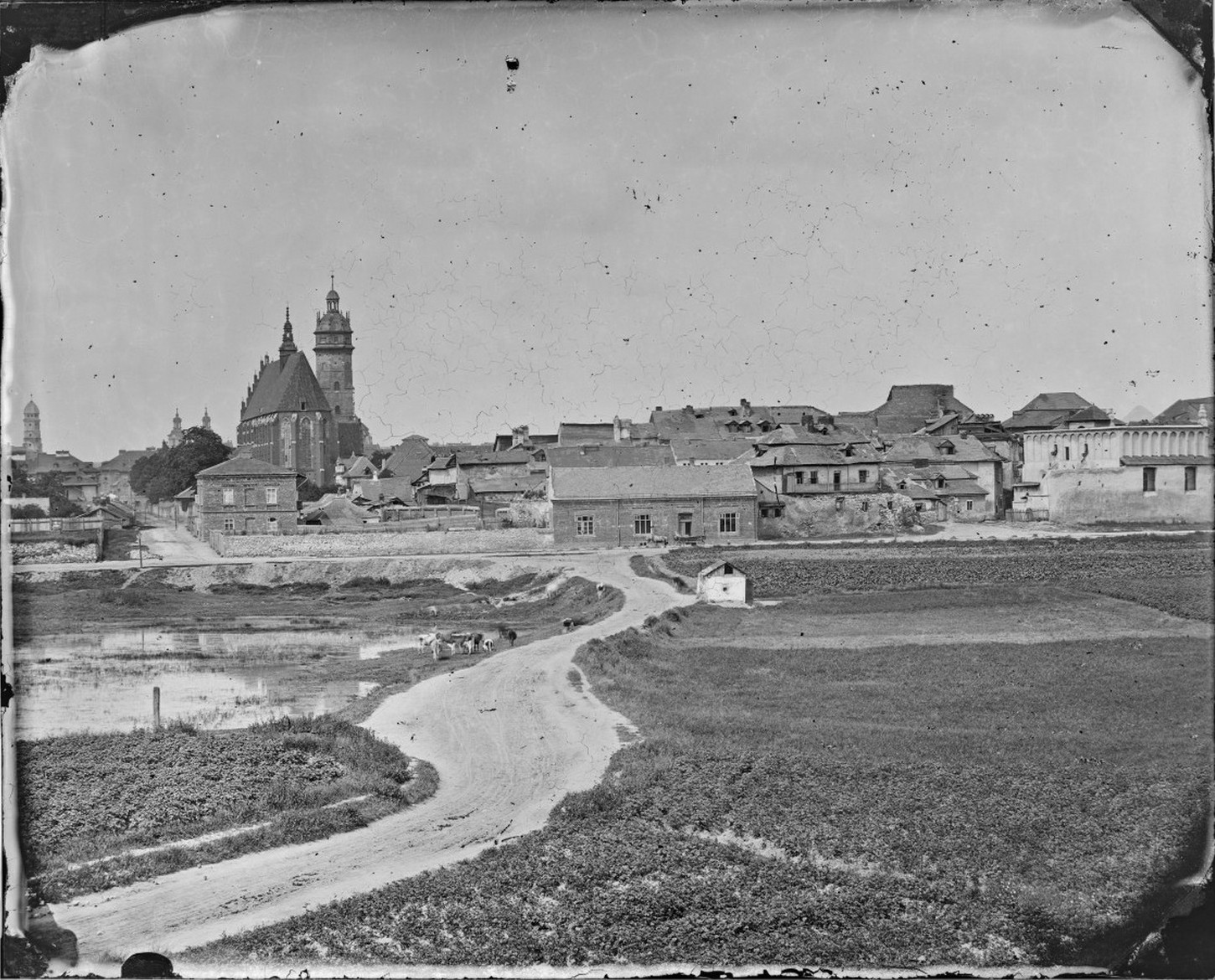
1870 dzielnica Kazimierz od wschodu, kościół Bożego Ciała (Kanoników Laterańskich) i Stara Synagoga, Fot. Ignacy Krieger, MK

## Rodzina
Żonaty z Hani (Anną) z Thiebergerów, miał pięcioro dzieci. Siostry Krieger to (prawdopodobnie): Jeanetta, Amalia, Franciszka, Paula i Józefa. Dwoje najstarszych: Natan (1844–1903) i Amalia (1846–1928) także było fotografami i prowadziło zakład wraz z ojcem, kontynuując działalność po jego śmierci. Byli członkami Towarzystwa Miłośników Historii i Zabytków Krakowa, które wykorzystywało zdjęcia z pracowni Kriegerów np. w „Roczniku Krakowskim”. W 1895 roku Natan Krieger podpisał umowę z krakowskim Muzeum Narodowym - w ramach tego porozumienia, muzeum otrzymywało kopie wszystkich wykonanych przez niego zdjęć obiektów. Dzięki tej współpracy znany jest wygląd części strat wojennych ze zbiorów instytucji.

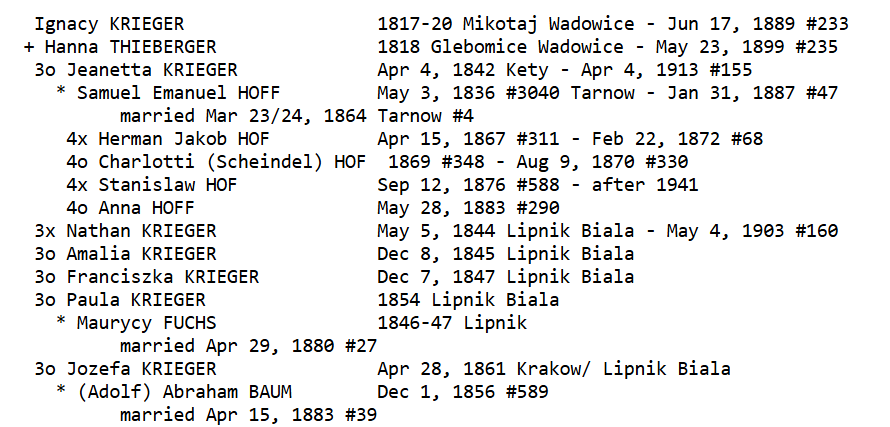
Rodzina Kriegerów

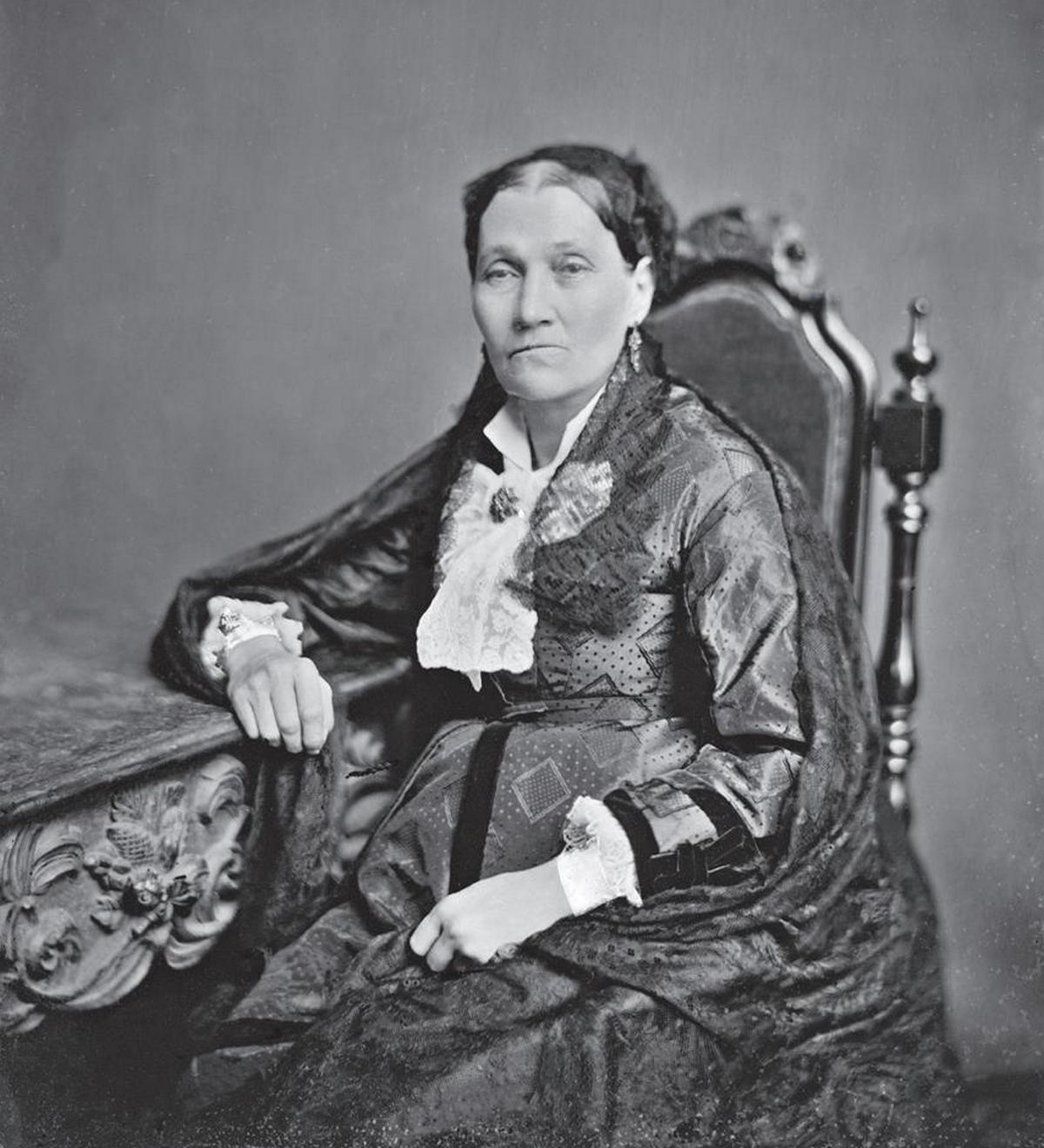
1880 Hanna Krieger, Muzeum Krakowa, MHK-5706-K
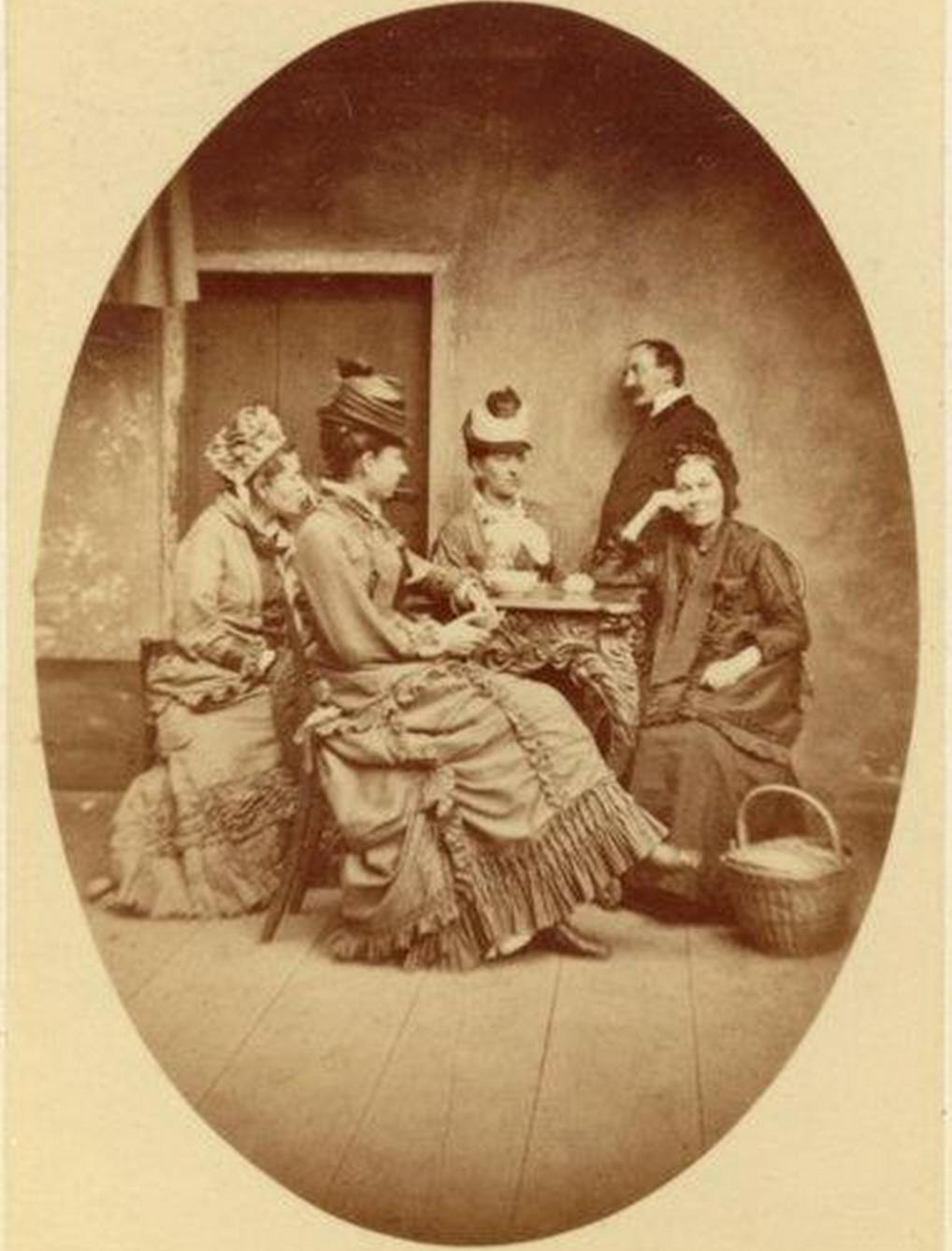
1880 Część rodziny Kriegerów-matka Hanna, brat Natan i trzy siostry, Muzeum Krakowa
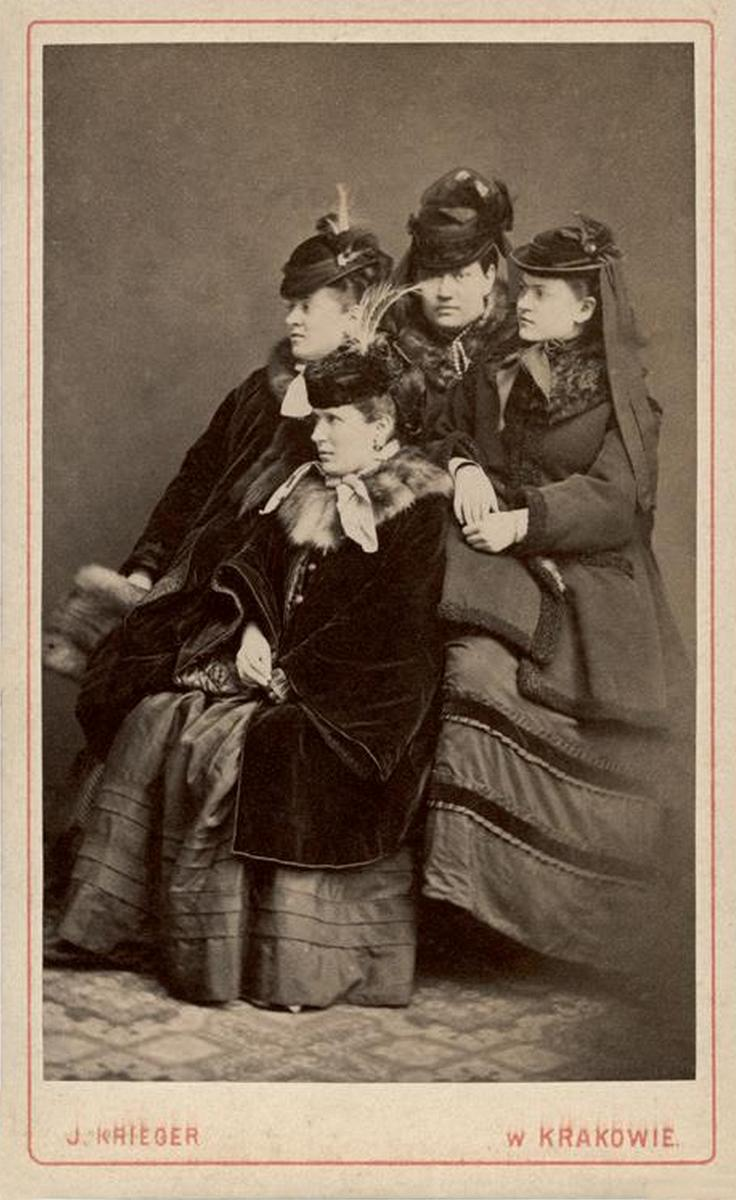
1878 Prawdopodobnie siostry Krieger: Jeanetta, Amalia, Franciszka, Paula, Józefa
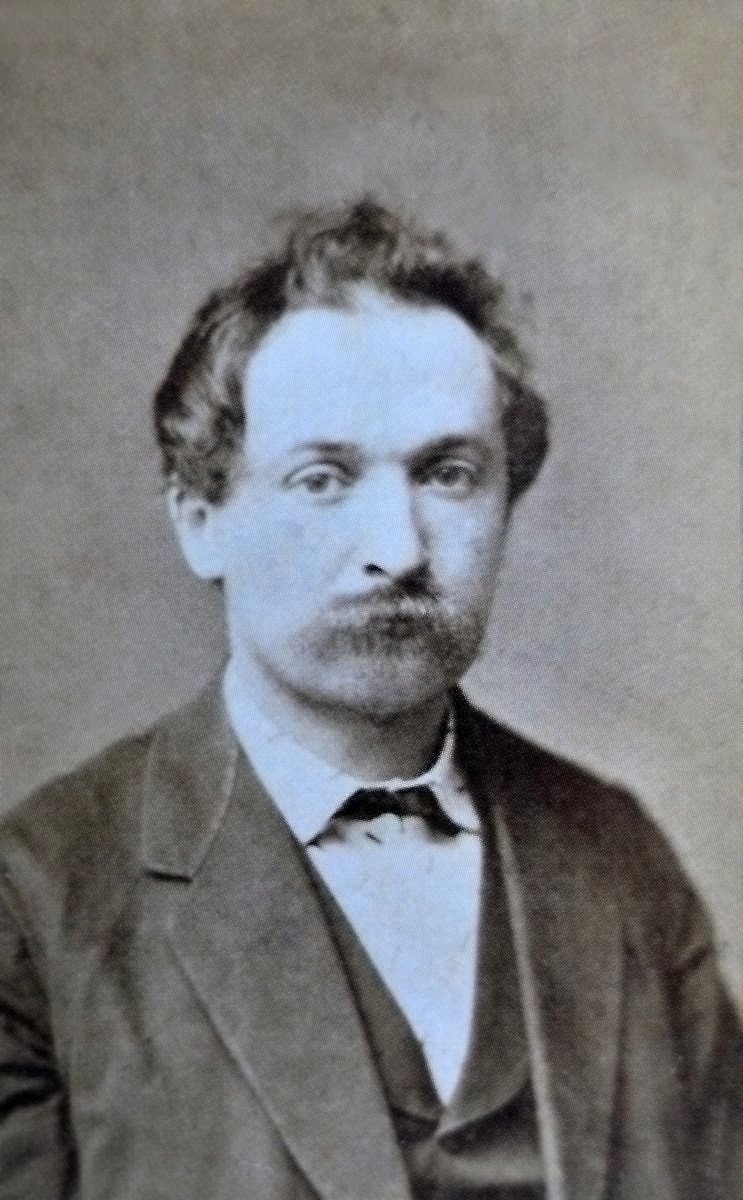
1873 Natan Krieger, Muzeum Krakowa
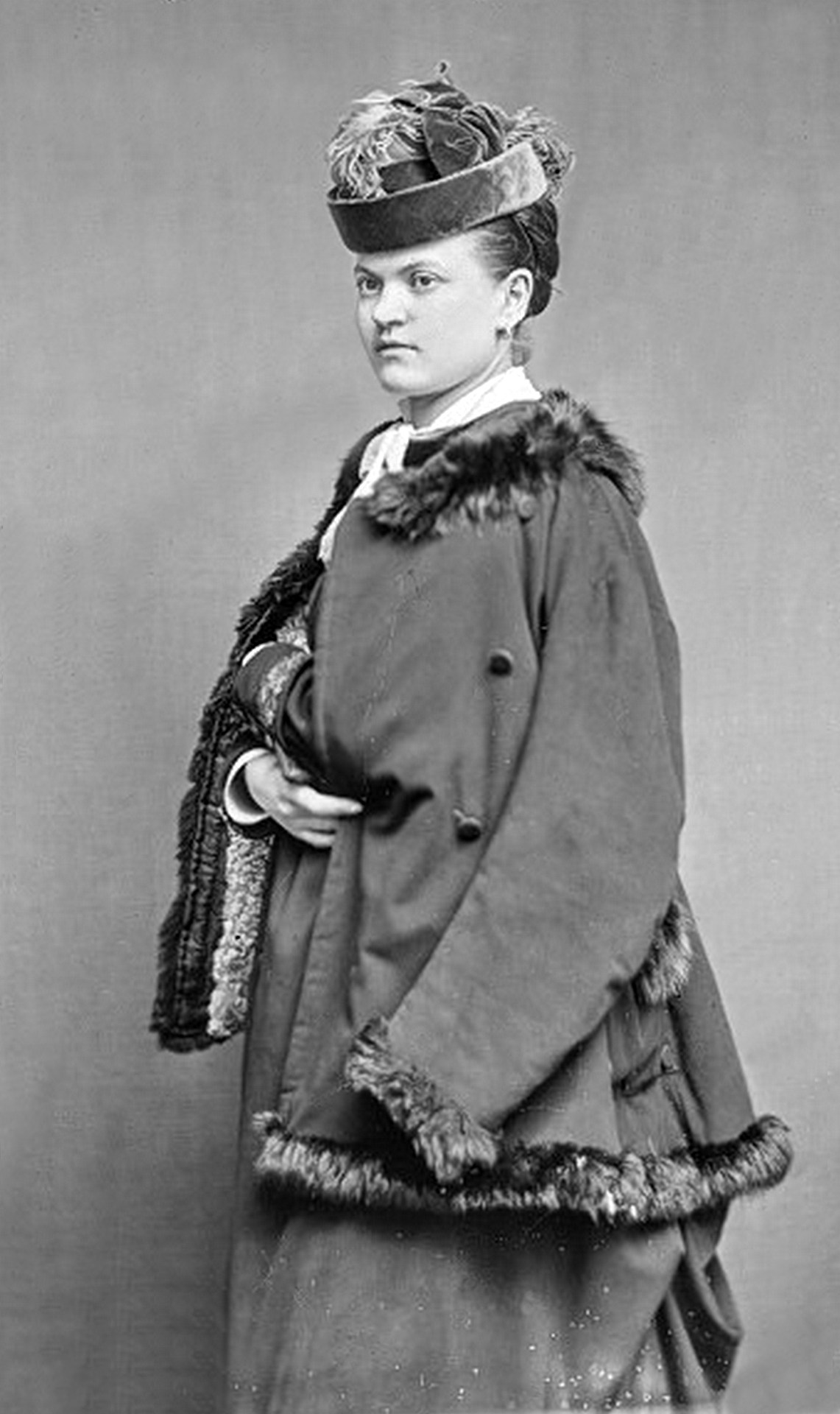
1870 Amalia Krieger, Muzeum Krakowa, MHK-6618-K

## Zbiory
Po śmierci Natana atelier przejęła Amalia i prowadziła je do 1926. 28 lutego 1926, zgodnie z wolą Ignacego i Natana, ofiarowała klisze i cały warsztat gminie miasta Krakowa, ustanawiając równocześnie fundację im. Ignacego i Natana Kriegerów, która miała opiekować się kliszami, zajmować się ich wykorzystywaniem i dalszym gromadzeniem. Zbiór początkowo został przekazany w zarząd Muzeum Przemysłowemu, potem do Biblioteki Muzeum Przemysłowego i Biblioteki Akademii Sztuk Pięknych.
Od 1967 spuścizna Kriegerów znajduje się w Muzeum Historycznym Miasta Krakowa. Liczy ok. 9000 klisz ze zdjęciami Ignacego, Natana i Amalii. Natomiast wyposażenie atelier, wbrew woli Amalii, uległo rozproszeniu.

## Upamiętnienie
Uchwałą z dnia 17 maja 2017 Rada Miasta Krakowa nadała nazwę Ignacego Kriegera ulicy położonej w dzielnicy II Grzegórzki, łączącej ulicę płk. Francesco Nullo z ulicą Cystersów. Z inicjatywy Muzeum Historycznego Miasta Krakowa, 27 lutego 2018 r. odsłonięto pamiątkową tablicę ku czci Ignacego Kriegera. Wydarzenie miało miejsce przed Pałacem Bonerowskim na rogu Rynku Głównego i ul. św. Jana. W 2017 roku Muzeum Historyczne Miasta Krakowa zainicjowało projekt wmurowania tablicy pamiątkowej ku czci Ignacego Kriegera w ścianę Pałacu Bonerowskiego, gdzie przez ponad 60 lat mieściło się założone przez niego atelier fotograficzne.

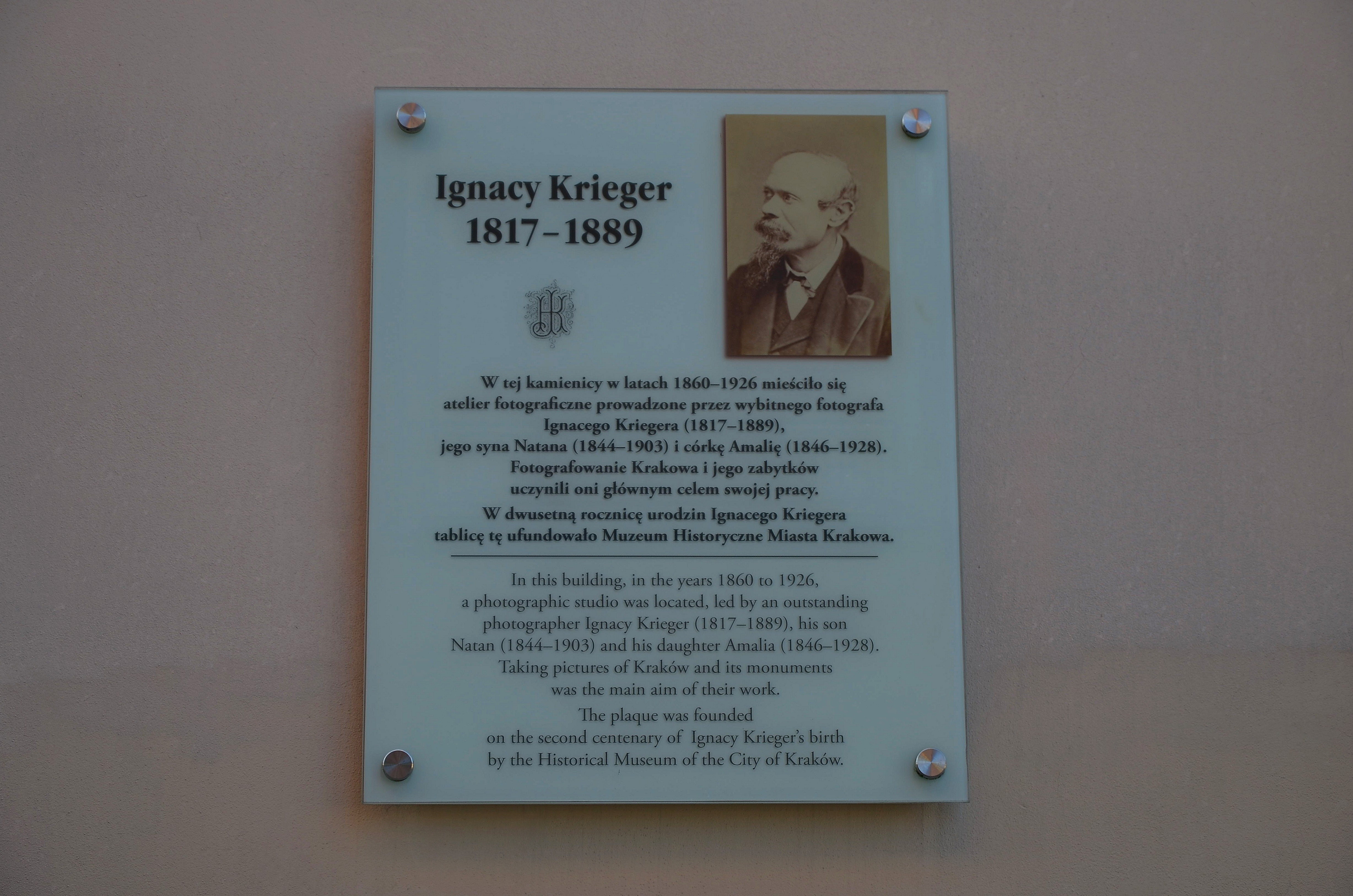
Tabliczka pamiątkowa na ścianie Pałacu Bonerowskiego

## Nagrobek
Odkrycia nagrobków Natana i Ignacego dokonał Eugeniusz Duda (wieloletni dyrektor Oddziału MHK-Stara Synagoga)
Współrzędne GPS nagrobka Ignacego Kriegera: 50°03'08.8"N 19°57'13.8"E lub w formacie dziesiętnym 50.052441N 19.953825E
Współrzędne GPS nagrobka Natana Kriegera: 50°03'14.90"N  19°57'7.29"E lub w formacie dziesiętnym 50.054139, 19.952025

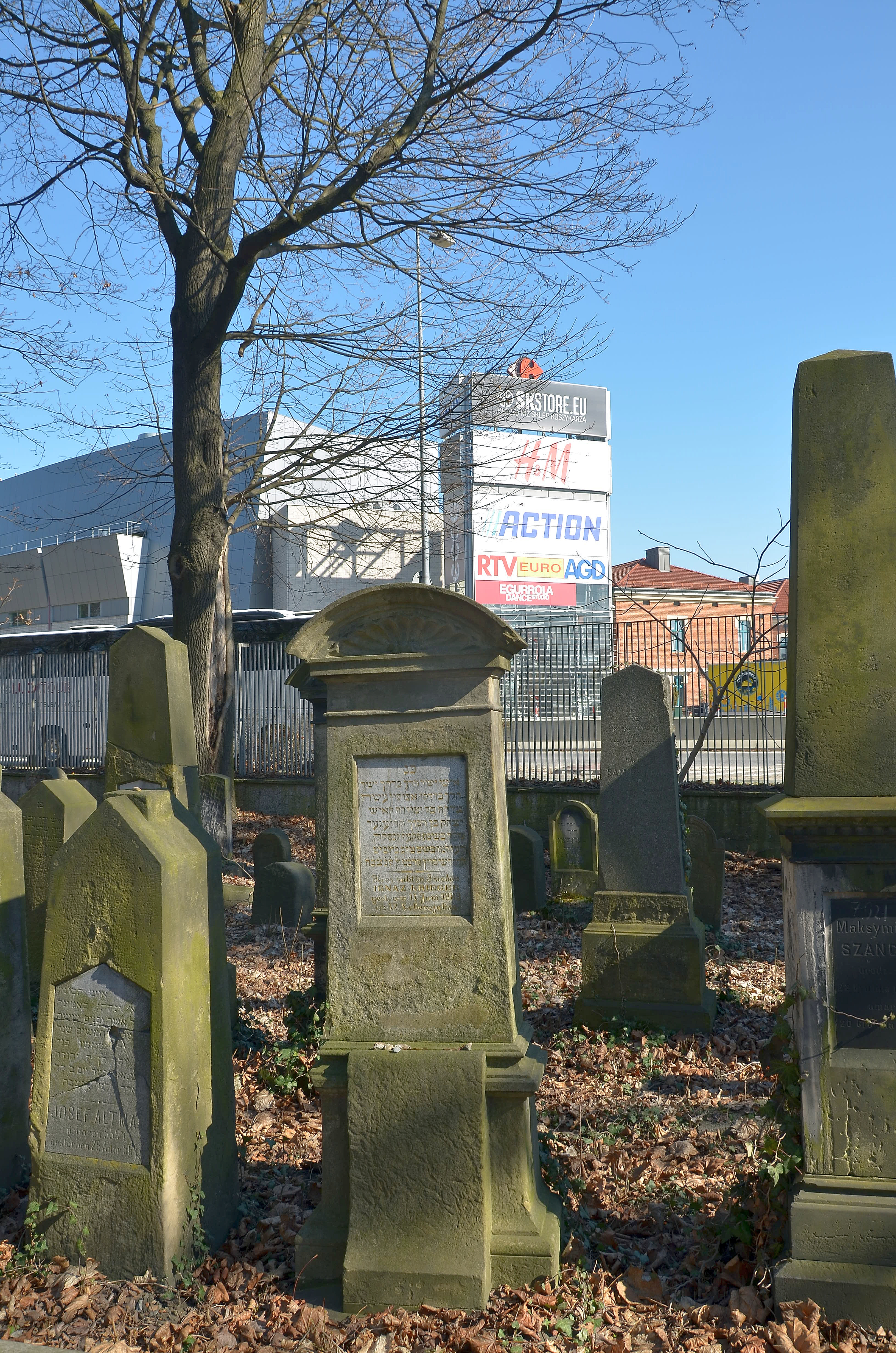
Ignacy Krieger - nagrobek, fot 1
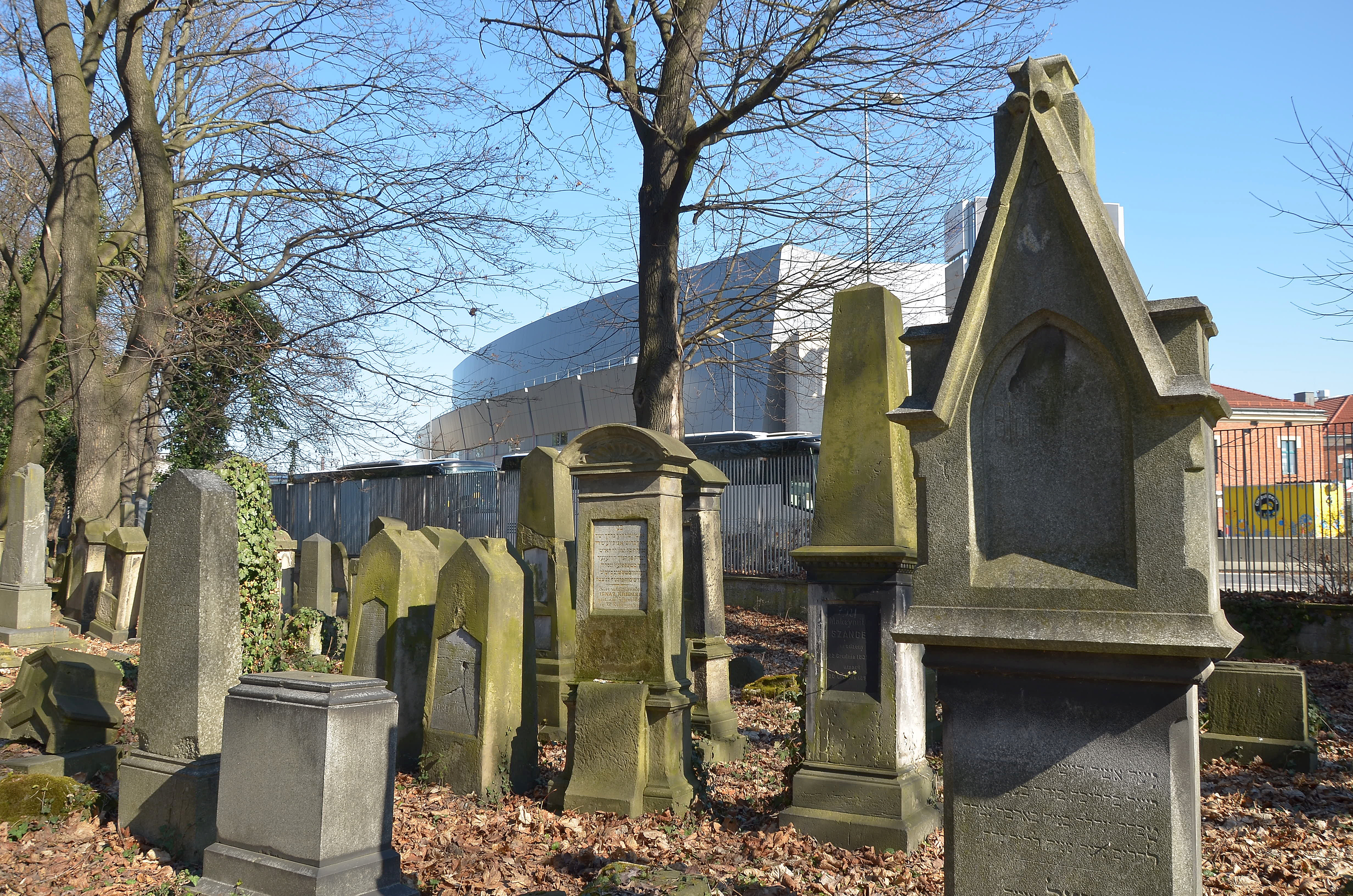
Ignacy Krieger - nagrobek, fot 2
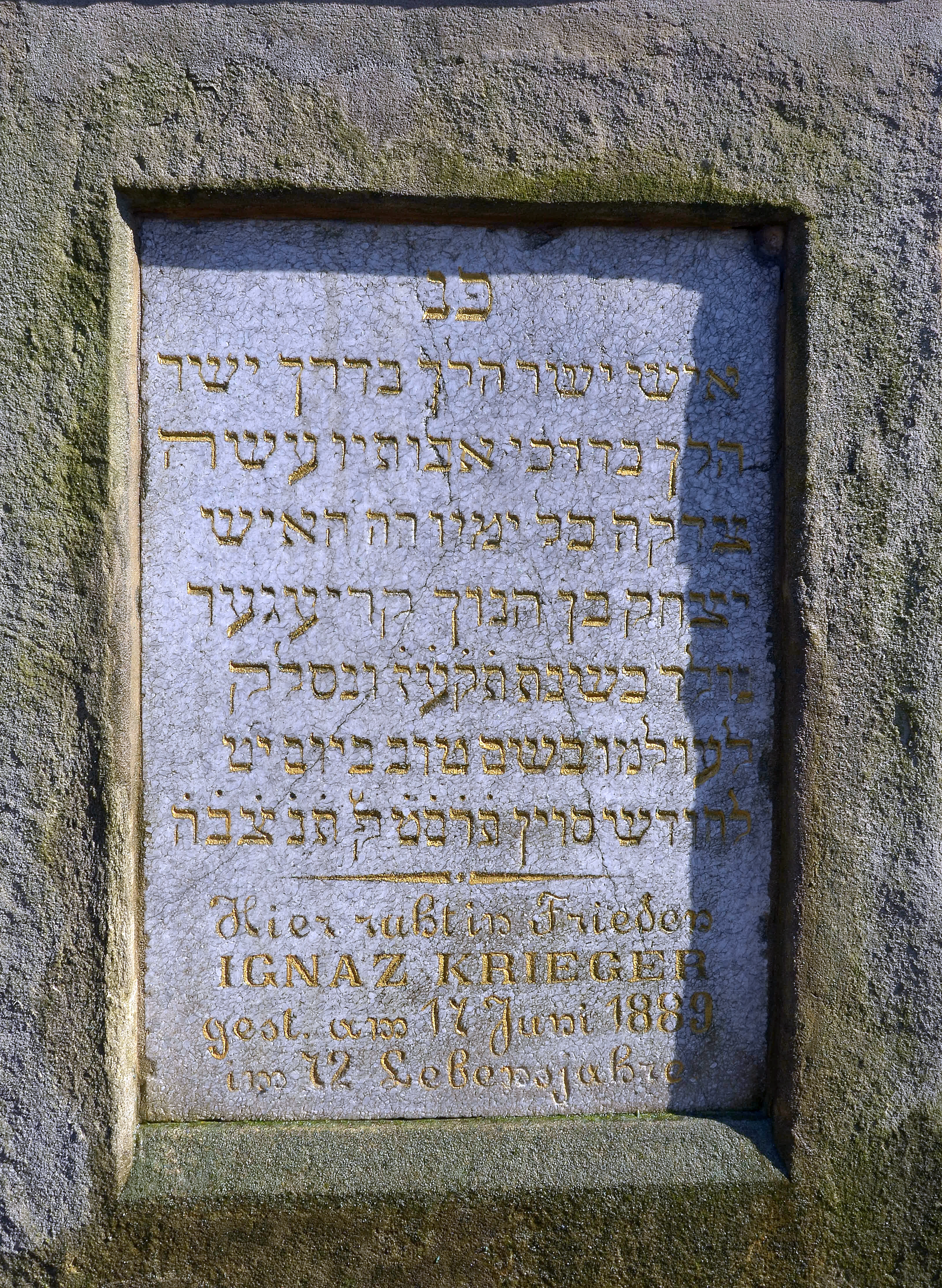
Ignacy Krieger - nagrobek, fot 3

Napisy na nagrobku Ignacego Kriegra.
Tekst hebrajski
פ"נ איש ישר הלך בדרך ישר הלך בדרכי אבותיו עשה צדקה כל ימיו ה"ה האיש יצחק בן הנוך קריעגער נולד בשנת תקע"ז ונסלק לעולמו בשם טוב ביום יט לחודש סוין תרמ"ט לפ"ק תנצב"ה
Tłumaczenie:
Tutaj pochowany jest
sprawiedliwy człowiek, który kroczył ścieżką sprawiedliwości,
kroczył ścieżkami swoich ojców,
czynił dobroczynność przez wszystkie swoje dni. On jest tym człowiekiem,
Icchak ben Henekh Krieger* (czyli syn Henocha-kolokwialna wymowa aszkenazyjska)
urodził się w roku [5]577 (czyli w 1817 r.), i odszedł
do swojego [udziału w następnym] świecie z dobrym imieniem 19 dnia
miesiąca Siwan**, [5]649 (17 czerwca 1889 wieczorem), 
Niech jego dusza będzie związana w węźle życia (żydowskie nawiązanie do 1 Księgi Samuela 25:29)
*Imię ojca w dokumentach wpisano jako Enoch
**Nazwa miesiąca Siwan została błędnie zapisana jako סוין zamiast סיון (lub wtedy panował taki zapis)
Tekst niemiecki:
Hier ruht in Frieden
IGNATZ KRIEGER
gest. am 17 Juni 1889
im 72 Lebensjahre
Tłumaczenie:
Tu odpoczywa w pokoju
IGNACY KRIEGER
zmarł 17 czerwca 1889
w 72 roku życia